# Rai Pubblicità
Rai Pubblicità (fino al 27 maggio 2013 Sipra) è una società per azioni italiana, concessionaria per la pubblicità sulla Rai.
Rai Pubblicità è la concessionaria del gruppo Rai che gestisce in esclusiva la pubblicità su tutti i mezzi (radio, tv e web) e le piattaforme Rai. Accanto all'offerta radiotelevisiva, Rai Pubblicità è inoltre presente nel circuito pubblicitario legato alle sale cinematografiche.

## Storia

### Fondazione Sipra

Logo Sipra in uso fino al 27 maggio 2013.

La "Società italiana per la pubblicità radiofonica e anonima" (in acronimo Sipra) venne fondata il 9 aprile 1926 come concessionaria di pubblicità del servizio radiofonico italiano URI, nato due anni prima. Tra gli azionisti vi erano la SIRAC, ditta costruttrice di apparecchi radio, la stessa URI, concessionaria esclusiva delle trasmissioni radiofoniche (diventerà EIAR nel 1927 e RAI - Radio Audizioni Italiane nel 1944) e Arnoldo Mondadori, che ne divenne il primo presidente.
Nel 1931 l'intero capitale passò nelle mani della Società idroelettrica piemontese (SIP). Nel 1933, in seguito alla crisi economica del 1929, l'IRI assunse il controllo della SIP e la Sipra da quel momento divenne a capitale pubblico. In quegli anni la Sipra espanse per la prima volta gli investimenti verso la carta stampata, acquisendo la concessione della pubblicità sul settimanale «Radiorario», peraltro edito dalla stessa EIAR.
Dopo la seconda guerra mondiale la Sipra si inserì nel settore del cinema con varie iniziative: istituì la “Palma d'oro” per i film pubblicitari, ottenne la concessione della pubblicità per metà delle sale cinematografiche italiane e acquisì la "Publicitas", società che gestiva la pubblicità cinematografica in diapositive.
L'atto di concessione da parte del Ministero delle poste disciplinava in modo rigido l'uso per la RAI degli spazi pubblicitari, che non potevano superare il tetto del 5% dell'intero tempo di palinsesto. Era diffuso il timore che un eccesso di pubblicità televisiva avrebbe potuto sottrarre risorse agli altri media (giornali, cinema, manifesti); inoltre la televisione era considerata come uno strumento con intenti principalmente informativi e pedagogici.
Il 28 aprile 1949 la Sipra cambiò nome in "Società italiana pubblicità per azioni". Nel Dopoguerra la Rai possedeva il 30% del pacchetto azionario della Sipra insieme all'Iri, che ne deteneva il 70%. Nel 1973 la Rai acquisì la totalità delle azioni Sipra.

### Carosello e il minimo garantito
Nel 1957 nasce Carosello, il primo programma pubblicitario televisivo italiano, pietra miliare nella storia della comunicazione e della pubblicità in Italia che ottenne un grande successo per oltre vent'anni. Il successo di Carosello consolida il legame tra Sipra e la pubblicità, che porta avanti l'attività di concessionaria unica per la RAI.
Carosello fu un prodotto unico e innovativo nel suo genere, che segnò una pietra miliare nella storia della comunicazione italiana, tanto che nel 1971 venne presentato al MoMA di New York.
La Sipra si trovò a detenere un notevole potere, quando, dopo il successo di Carosello, l'offerta di spazi per la pubblicità televisiva era rimasta rigida, mentre da parte del mercato le richieste erano cresciute a dismisura.
Perciò la Sipra subordinava l'accettazione di nuovi clienti all'acquisto di "pacchetti", comprendenti anche la pubblicità su giornali. Fu pertanto in grado di offrire a quotidiani e riviste, spesso di partito, contratti con la clausola del minimo garantito che da osservatori indipendenti furono considerati una forma di condizionamento della vita politica.  La Sipra ebbe tuttavia l'avvertenza di allargare questa tutela ad un arco abbastanza allargato di pubblicazioni di partito. Pertanto la contestazione di questa pratica avvenne solo da parte di gruppi ristretti.
Contemporaneamente la Sipra, infatti, aveva acquisito la concessione della pubblicità di decine di giornali con il sistema dei minimi garantiti alle testate, e dall'altra parte imponeva alle aziende che compravano spazi pubblicitari sulla RAI di comprare anche spazi pubblicitari sui giornali di cui era concessionaria. 
La Sipra gestiva la pubblicità dei seguenti giornali e periodici di partito: Il popolo e La Discussione della DC; L'Unità, Paese Sera e Rinascita del PCI; l'Avanti!, Il Lavoro e Mondoperaio del PSI, l'Umanità del PSDI; L'Opinione e Ragionamenti del PLI. Era concessionaria anche di altri quotidiani, come l'Avvenire, il Giornale nuovo, Il manifesto, la Gazzetta del Popolo, il Corriere Mercantile, L'Ora, Tuttosport. Vi erano poi i settimanali politici come Conquiste del lavoro, Il Borghese, Lavoro italiano, Noi donne, Rassegna sindacale. I mensili sotto contratto con la Sipra erano Casabella, Cosmopolitan, Tuttocucina, Tuttomoda, Tuttouncinetto.
Nel 1971 acquisì anche la raccolta pubblicitaria per i periodici del gruppo Rusconi.
Sul fronte della pubblicità e della comunicazione, Sipra istituisce nel 1963 il Centro di Documentazione a Torino (oggi Bibliomediateca e Centro Documentazione "Dino Villani"), focalizzato sulla pubblicità e sulla comunicazione d'impresa.

### Gli anni ottanta e la TV commerciale
Nel frattempo le sentenze della corte costituzionale del 1974 e del 1976 avevano aperto la strada alle emittenti locali. Questo permise alle aziende con una clientela geograficamente limitata (soprattutto di commercio diretto) di accedere alla pubblicità televisiva, mentre la Rai conservava il monopolio della pubblicità per i prodotti venduti su tutto il territorio nazionale.
Un significativo cambiamento avvenne nel 1980, quando Publitalia '80, la concessionaria di Canale 5, cambiò completamente le regole della raccolta pubblicitaria, rivolgendosi specialmente alle grandi imprese rappresentate da Centromarca: non poneva più un tetto alle pubblicità trasmesse, ma al contrario chiedeva che gli inserzionisti s'impegnassero a garantire certi livelli d'investimento pubblicitario. In quell'anno, infatti, la situazione nel mondo della pubblicità televisiva si stava evolvendo con la nascita dei primi networks privati commerciali, Primarete Indipendente di Rizzoli e Canale 5 di Berlusconi.
Negli anni ottanta la Sipra, attraverso la controllata Publicitas, gestiva la pubblicità anche di alcune reti private, come Cinquestelle, Rete A e Videomusic.
Negli anni successivi, la concentrazione delle tre principali reti commerciali nelle mani del gruppo Fininvest, con l'acquisizione di notevoli introiti pubblicitari dovuti anche alla mancanza di vincoli a cui era soggetta la Rai, portò come conseguenza l'abbandono da parte di Sipra della stampa e delle TV locali.
Il vuoto legislativo fu colmato nel 1990 dalla cosiddetta legge Mammì, promulgata con lo scopo di disciplinare il sistema radiotelevisivo pubblico e privato.
Nell'ottobre 2006, il Consiglio dei ministri, anche per ottemperare a precise indicazioni degli organi dell'Unione europea, ha approvato il disegno di legge presentato dal ministro Paolo Gentiloni come riforma della legge Gasparri, che regola l'emittenza radiotelevisiva, con l'introduzione di più efficaci norme indirizzate a porre un limite antitrust per il mercato televisivo e a sciogliere il nodo centrale della ripartizione della pubblicità televisiva.

### Rai Pubblicità oggi
Oggi la società gestisce in esclusiva la pubblicità sulle reti televisive Rai. Ha inoltre la gestione della pubblicità dei principali circuiti cinematografici in Italia.
È rappresentante italiano del Cannes Lions International Advertising Festival, manifestazione internazionale dedicata al mondo pubblicitario, che premia campagne radio e televisive, spot, pubblicità online, i bumper countdown di fine pubblicità e siti web. Dal 1997 Sipra promuove inoltre il concorso annuale I Giovani Leoni, con cui vengono premiate le migliori campagne pubblicitarie realizzate da giovani al di sotto dei 30 anni.
Ha inoltre creato Radiofestival, premio che, dal 1992, si rivolge alla pubblicità radiofonica, coinvolgendo nelle votazioni anche i radioascoltatori.
Dal 6 maggio 2013 la Sipra produce il programma televisivo Carosello Reloaded, in onda su Rai 1, creato allo scopo di raccogliere l'eredità di Carosello.
Dal 27 maggio 2013 la Sipra cambia ragione sociale in Rai Pubblicità.
Dal 22 novembre 2024 la società è guidata da Luca Poggi nelle vesti di Amministratore Delegato.

## Sedi
Rai Pubblicità ha sede legale in Torino e sedi operative in varie città:
- Torino: via Cavalli, 6 (CAP 10138)
- Milano: corso Sempione, 73 (CAP 20149)
- Roma: via degli Scialoja, 23 (CAP 00196)
- Bologna: viale della Fiera, 13 (CAP 40127)

## Mezzi di comunicazione
Attualmente Rai Pubblicità è la concessionaria per la pubblicità di:

### Canali televisivi
- Rai 1
- Rai 2
- Rai 3
- Rai 4
- Rai News 24
- Rai Sport
- Rai Gulp
- Rai Premium
- Rai Movie
- San Marino RTV
- Rai Italia
- Radio Italia TV
- Radio Kiss Kiss TV

### Canali radiofonici
- Rai Radio 1
- Rai Radio 2
- Rai Radio 3
- Radio Italia
- Radio Kiss Kiss

### Altri
Rai Pubblicità coordina inoltre la pubblicità di:
- siti web Rai
- Televideo
- circa 500 schermi cinematografici di prima visione[18]